# 大後美保
大後 美保（だいご よしやす、1910年（明治43年）11月8日 - 2000年（平成12年）7月25日）は、日本の農学者、気象学者である。東京府（現在の東京都）出身。

## 経歴・人物
牛込中里（新宿区）にて生まれ、東京帝国大学（現在の東京大学）に入学する。大学時代は農学部に在籍し、1935年（昭和10年）に卒業した。卒業後は中央気象台（現在の気象庁）に入庁し、産業気象の要員や後に技手として活動した。大学で学んだ農学と気象について学び、主に気候による農作物への影響を研究する。その後は気象台に所属する技術官の養成所や気象技師、古巣の東京大学農学部の講師を務めた。1946年（昭和21年）に同課長に就任し、同時に農学博士の称号を得た。
1951年（昭和26年）に日本の桜の開花の予想（桜前線）を発表し始め、多くの賞を受賞する。その後も産業気象協会及び日本農業気象協会の会長を歴任した。1964年（昭和39年）5月に気象庁を離れた後も、気象研究に携わり、産業科学学会会長や東北大学農学部の講師を務める。1968年（昭和43年）には成蹊大学教授として活動し、産業気象学の教鞭を執った。この業績から同大学内に所在する天文気象観測所長や後に名誉教授に赴任した。

## 受賞歴
- 運輸大臣賞（1946年）
- 日本農業気象学会賞（1952年）
- 岡田賞（1966年）

## 著書
著作の一部は、インターネット上の国立国会図書館デジタルコレクションにて公開されている
- 『おまつり時刻表』- 随筆[2]。筆名の立花保（たちばな たもつ）名義で刊行[2]。
- 『農業気象の知識』 帝国農会 1942年 国立国会図書館書誌ID:000000681810 doi:10.11501/1066542
- 『旱害の研究』 地人書館 1943年 国立国会図書館書誌ID:000000681967
- 『日本作物気象の研究―日本に於ける農作物と気象との関係に対する汎農業気象学的研究―』 朝倉書店 1945年 国立国会図書館書誌ID:000000681809 doi:10.11501/1066541
- 『四季の農業気象』
- 『植物生理気象学』 共立出版 1943年 国立国会図書館書誌ID:000000681816 doi:10.11501/1066550
- 『農作物と気象（生活科学新書10）』 羽田書店 1947年 国立国会図書館書誌ID:000001018988 doi:10.11501/2493659
- 『農業気象通論』 養賢堂 1948年 国立国会図書館書誌ID:000000843255 doi:10.11501/1156095
  - 新編 養賢堂 1955年 国立国会図書館書誌ID:000000932004 doi:10.11501/2473784
- 『農地微気象の研究』
- 『気象と生活（理科文庫19）』 三省堂 1951年 国立国会図書館書誌ID:000000816973 doi:10.11501/1629578
- 『農業災害とその防ぎ方』 博友社 1952年 国立国会図書館書誌ID:000000889580
- 『ことわざの真実 : 天気・災害・豊凶のことわざから(三省堂百科シリーズ)』 三省堂 1956年 国立国会図書館書誌ID:000000958182 doi:10.11501/1376059
- 『気象と人生』 河出書房 1957年 国立国会図書館書誌ID:000000968042
- 『四季の農業気象(朝倉農芸新書 第20)』 朝倉書店 1957年 国立国会図書館書誌ID:000000973113
- 『天候ノイローゼ』大日本雄弁会講談社 1957年 国立国会図書館書誌ID:000000959885
- 『日本生物季節論』
- 『農業気象と災害の防止』
- 『工業と天候』産業科学会 1968年 国立国会図書館書誌ID:000001120334 doi:10.11501/9581935
- 『都市気候学』
- 『微気象の探究 : 生活のなかの観察と活用(NHKブックス)』 日本放送協会 1977年 国立国会図書館書誌ID:000001339432
- 『暮しのことわざ辞典』 創元社 1980年 国立国会図書館書誌ID:000001450266
- 『天気予知ことわざ辞典』東京堂出版 1984年 国立国会図書館書誌ID:000001684980 doi:10.11501/12169717
- 『健康ことわざ辞典』 東京堂出版 1985年 国立国会図書館書誌ID:000001723132 doi:10.11501/12170340
- 『災害予知ことわざ辞典』 東京堂出版 1985年 国立国会図書館書誌ID:000001749399 {[doi|10.11501/12166828}}
- 『季語辞典 新装版』 東京堂出版 1998年 ISBN 4-490-10506-1 doi:10.11501/14146142